# Марін Ле Пен
Марі́н Ле Пен (фр. Marine Le Pen; нар. 5 серпня, 1968, Неї-сюр-Сен, О-де-Сен, Франція) —  французька державна та політична діячка. Депутатка Національних зборів Франції від 11-го виборчого округу департаменту Па-де-Кале з 18 червня 2017 року. Лідерка політичної партії «Національне об'єднання» з 16 січня 2011 до 13 вересня 2021 року. Донька засновника та багаторічного голови Національного фронту Жана-Марі Ле Пена. Працювала юристкою, обиралася до муніципальних та регіональних рад, депутат Європейського парламенту (2004—2017).

## Біографія
Марін — наймолодша з трьох доньок Жана-Марі Ле Пена від шлюбу з першою дружиною П'єреттою Лалан. Закінчивши школу, навчалася на правничому факультеті Паризького університету. Після закінчення університету 1991 року працювала адвокатом. Під час юридичної практики також надавала послуги нелегальним іммігрантам.
Була одружена з Франком Шофруа, від цього шлюбу має трьох дітей. Її другим чоловіком був Ерік Йоріо, колишній секретар Національного фронту, з яким вона пізніше теж розлучилася.

## Політична кар'єра
Ще під час навчання в Паризькому університеті була активною у студентській спілці, близької до НФ. Входила до Національного фронту, де головував її батько ще з 1986 року. Уперше брала участь у виборах у Парижі в 24-річному віці, однак набрала лише 11 % голосів. 1998 року була обрана до регіональної ради Па-де-Кале. У 2004 та 2009 роках обиралася до Європейського парламенту від регіону Іль-де-Франс.
Ще до відставки її батька, голови Національного фронту, заявляла про бажання брати участь у виборах голови партії. 12 квітня 2010 року Жан-Марі Ле Пен заявив про відставку з посади голови партії і був обраний почесним головою Національного фронту. Під час виборів голови партії 15–16 січня 2011 року Марін Ле Пен отримала майже 68 % голосів, і стала головою Національного фронту.
У першому турі президентських виборів 22 квітня 2012 року посіла третє місце, набравши 18.0 % голосів (Олла́нд 28.63 %, Саркозі́ 27.08 %).
У першому турі президентських виборів 23 квітня 2017 року посіла друге місце, набравши 21.43 % голосів. 7 травня 2017 в другому турі президентських виборів (33,9 %) програла Емманюелю Макрону, який отримав 66,1 %.
15 червня 2017 року Європарламент позбавив Ле Пен депутатської недоторканності. Цим рішенням задовольнили запит мера Ніцци Крістіана Естрозі, якого вона звинуватила у фінансуванні ісламістських організацій.
31 березня 2025 року французький суд засудив Ле Пен до 4 років позбавлення волі  після того, як її визнали винною у розкраданні коштів ЄС, через які фінансувала свою  ультраправу партію «Національне об'єднання». Також їй заборонили участь на президентських виборах на наступні 5 років, через що вона не зможе балотуватися на президентські вибори Франції у 2027 році.

## Політичні погляди
Відзначалися антиукраїнськими висловлюваннями та діями. Підтримує політику путіна та Росії. Деякі оглядачі звинувачують її в українофобії.

### Антиімміграційна політика
Ле Пен разом зі своєю партією виступають за жорстку політику щодо імміграції, вважаючи, що мультикультуралізм провалився, і виступають за «деісламізацію» французького суспільства. Ле Пен закликала до введення мораторію на імміграцію. Вона виступає за скасування закону, що дозволяє нелегальним іммігрантам стати легальними резидентами, і стверджувала, що пільги, які надаються іммігрантам, повинні бути скорочені, щоб усунути стимули для нових іммігрантів. Після початку Арабської весни та європейської міграційної кризи вона закликала Францію вийти з Шенгенської зони і відновити прикордонний контроль.

### «Національний пріоритет»
«Національний пріоритет» є наріжним каменем послідовних програм Марін Ле Пен. Згідно з її програмою, кожен, хто має французьке громадянство, повинен мати пріоритет перед іноземцями щодо житла, соціальних виплат і робочих місць (за умови рівної кваліфікації). Прикладами застосування національного пріоритету є ідея про те, що сімейні допомоги повинні надаватися сім'ям, в яких хоча б один з батьків є французом або європейцем, і що якщо француз та іноземець з дипломом і навичками, які апріорі є еквівалентними, претендують на одну й ту ж посаду, компанія повинна взяти на роботу француза або обґрунтувати, що іноземець працюватиме краще. Як зазначає Le Monde, «метою є запровадження правової дискримінації між громадянами та іноземцями у доступі до приватного працевлаштування, державної служби, соціального житла, лікарень та соціальних виплат. Включення цього „національного пріоритету“ до Конституції підірвало б принципи Республіки: рівність усіх перед законом, закріплену в Декларації 1789 року, існування „невіддільних й священних прав“ людини „без різниці раси, релігії чи переконань“, закріплених у Преамбулі 1946 року, і рівність перед законом, закріплену в Конституції 1958 року».

### Зовнішня політика
У своєму проєкті на 2022 рік Лі Пен визначила «глибокі й непоправні розходження у поглядах з Берліном» і зазначила, що «Париж припинить співпрацю, що тривала з 2017 року». Її політика спрямована на зближення з Угорщиною. Так Віктор Орбан прийняв її в Будапешті в жовтні 2021 року, знову зустрівся з нею в січні 2022 року, а потім надав їй підтримку у відеоформаті під час її президентської кампанії.

#### США
Марін Ле Пен виступає за «багатополярний світ» і пропонує Пан'європейський союз, що включає Росію і Швейцарію, поважаючи нейтралітет і національну автономію кожного члена об'єднання. Вона закликає до тристороннього альянсу між Парижем, Берліном і Москвою. Ле Пен хоче, щоб Франція вийшла з-під об'єднаного командування НАТО, але залишилася в Атлантичному альянсі. Вона критикує відмову Франції надати притулок Едварду Сноудену і засуджує підлабузництво Франції перед США. Ле Пен спочатку вагалася, яку позицію зайняти на президентських виборах 2016 року, але врешті підтримала Дональда Трампа, посилаючись на його неприйняття глобалізму та потенційні переваги для Франції. Вона підкреслює схожість зі стратегією Трампа щодо апеляції до робітничого класу, але розходиться з ним у питанні ісламу. Ле Пен знову підтримує Трампа на виборах 2020 року, але дистанціюється від нього після штурму Капітолії.

#### Росія

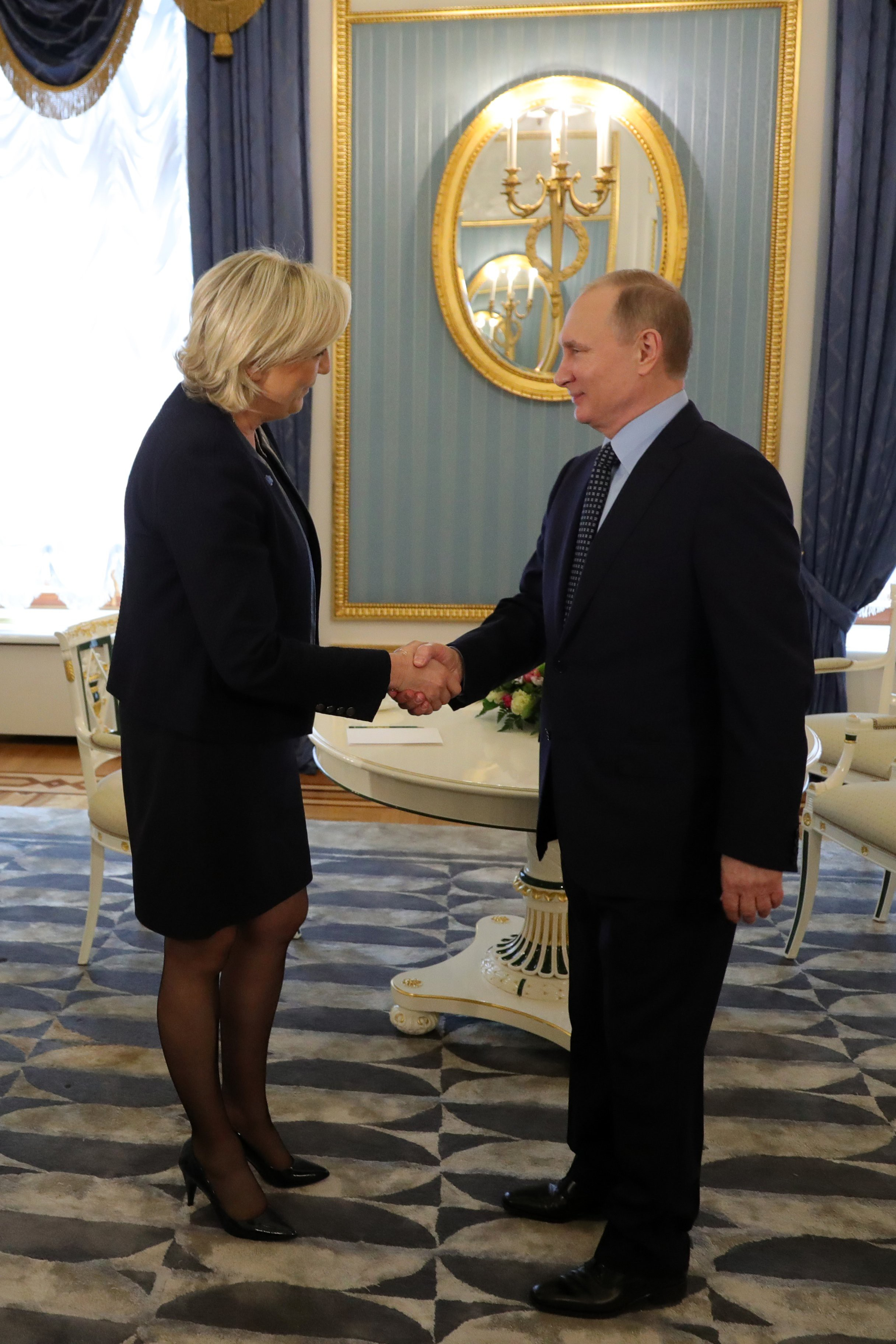
Марін Ле Пен під час зустрічі з Володимиром Путіним у березні 2017 року

У 2011 році прихід Марін Ле Пен на посаду президента Національного фронту супроводжувався офіційною підтримкою партії Росії. Вона свідчить, що має «певну форму захоплення Володимиром Путіним», або захоплюється ним «до певної міри». Кілька її близьких друзів і послідовних радників є палкими прихильниками Путіна, зокрема Еммануель Леруа, Фредерік Шатійон і Аймерік Шопрад.
Ле Пен визнала результати референдуму 2014 року в Криму про приєднання до Росії. Вона підтвердила свою позицію у травні 2023 року під час слухань у Національних зборах, проведених Комітетом з розслідування іноземного втручання. Ця позиція супроводжувалася тісними відносинами з кремлівськими чиновниками або особами, близькими до Кремля, а також банківським кредитом у розмірі 9 мільйонів євро від Першого чесько-російського банку для FN, що викликало занепокоєння деяких обраних представників партії щодо залежності від московської влади. Між 2013 і 2015 роками вона тричі їздила до Росії, зокрема, для зустрічей з Сергієм Наричкіним, спікером Державної думи, Олексієм Пушковим, головою парламентського комітету у закордонних справах, і Дмитром Рогозіним, віцепрем'єр-міністром.
У 2015 році вона підтримала військову інтервенцію Росії в Сирії і закликала Францію до створення союзу з Башаром Асадом проти Ісламської держави. У квітні 2018 року міністерка оборони Флоранс Парлі звинуватила її в тому, що вона є «адвокаткою військового злочинця».
24 березня 2017 року Марін Ле Пен вперше прийняв Володимир Путін, за місяць до першого туру президентських виборів. У Росії Марія Катасонова, парламентська аташе Національного визвольного руху, агітує за Ле Пен і створила рух «Жінки з Марін». Під час своєї кампанії 2017 року кандидатка від Національного фронту запропонувала визнати анексію Криму Росією та скасувати економічні санкції, запроваджені Європейським Союзом. Унаслідок цих слів Ле Пен потрапила до бази даних «Миротворець».
У відповідь на повномасштабне вторгнення Росії в Україну 2022 року Марін Ле Пен засудила наступ Володимира Путіна, водночас виступивши проти заходів у відповідь проти Росії, посилаючись на «економічний захист французів». У лютому 2023 року, попри свої тісні зв'язки з Росією, вона відвідала вечерю, організовану в Національній асамблеї за участю голови Верховної Ради України Руслана Стефанчука. На вечері вона поставила Стефанчуку запитання про закупівлю російського газу, неправдиво заявивши, що Україна продовжуватиме купувати газ, всупереч тому, за що виступає Росія. На початку війни вона навіть підтримала членство України в НАТО.
12 квітня 2022 року виступила проти ембарго на нафту і газ із Росії та зняття санкцій проти цієї країни, пояснивши це тим, що через ембарго на російські енергоносії будуть «страждати французи» внаслідок збільшення цін.
14 квітня 2023 Ле Пен заявила, що перемога Росії у війні буде катастрофою, але якщо переможе Україна — почнеться «Третя світова війна». За її словами, якщо країни Заходу продовжуть повільно постачати зброю Україні, то зіткнуться з «новою Сторічною війною».

### Фемінізм
Марін Ле Пен називає себе феміністкою і регулярно цитує таких діячок, як Олімпія де Гуж і Сімона Вейль, але каже, що вона проти «окопної війни проти чоловіків» і відкидає «неофемінізм» і «вокізм», які, на її думку, виражають «ненависть до чоловіків» і сприяють певній формі віктимізації. Вона викликала гостру критику феміністичних асоціацій, які вважають її програму «антижіночою». Попри це, згідно з опитуванням IFOP, опублікованим у квітні 2022 року, половина француженок вважають Марін Ле Пен «феміністкою».

### Шлюб, усиновлення та права ЛГБТ
Марін Ле Пен виступає проти закону 2013 року про одностатеві шлюби й планує скасувати його, якщо очолить країну. Втім, вона не бере участі в акціях протесту проти цього закону. Вона проти усиновлення дітей одностатевими парами. Спочатку Ле Пен виступала проти того, щоб відкрити доступ до медикаментозної репродукції для всіх жінок, але після того, як закон був прийнятий, вона прийняла це рішення. Як президент Національного фронту, вона займає помірковану позицію щодо ЛГБТ-питань і залучила до своєї партії велику кількість геїв. Вона стверджує, що права геїв не дотримуються в деяких беззаконних районах Франції, маючи на увазі мусульман. Деякі дослідники описують її політичну стратегію як «гомонаціоналізм».

## Причетність до фінансових порушень
У 2011 році Марін Ле Пен, всупереч правилам Європарламенту, призначила свого партнера Луї Аліо парламентським секретарем у своєму виборчому окрузі. 2 липня 2013 року Європарламент ухвалив рішення про зняття недоторканності з Марін Ле Пен. У 2010 році вона порівняла мусульманські вуличні молитви з окупацією Франції нацистською Німеччиною. Говорячи про проблеми у французьких передмістях, вона заявила, що є місця (табу-зони), де недобре бути «жінкою, гомосексуалістом, євреєм, навіть не французом і не білим». У 2015 році кримінальний суд Ліона виправдав Ле Пен, посилаючись на її право на свободу вираження поглядів.
2016 року Прокуратура Парижа почала розслідування щодо можливого нецільового використання партією «Національне об'єднання» грошей для помічників парламентаріїв ЄС, для оплати праці співробітників, які працювали на партію.
У січні 2017 року Ле Пен відмовилася повернути Європейському парламенту 342 000 євро, які вона незаконно використала для оплати праці співробітників «Національного фронту». Наприкінці червня 2017 року стало відомо, що французька система правосуддя розслідує справу Ле Пен за підозрою в розтраті коштів у цій справі. Рішенням суду другої інстанції від 18 червня 2018 року Ле Пен було засуджено до виплати 300 000 євро. За рекомендацією свого Комітету з правових питань Європейський парламент зняв недоторканність з Ле Пен 2 березня 2017 року. Це було зроблено за запитом прокуратури Нантерра, яка з кінця 2015 року вела розслідування проти політика за «поширення зображень насильства». У грудні 2015 року Ле Пен опублікувала на своїй сторінці в Twitter три жахливі фотографії жертв ісламістського терористичного угруповання ІДІЛ, в тому числі вбитого американського журналіста Джеймса Фолі.
Під час президентських виборів у Франції 2022 року стало відомо, що, за даними Європейського бюро з боротьби з шахрайством, Ле Пен привласнила приблизно 137 000 євро з фондів ЄС на внутрішні потреби та особисті витрати під час свого перебування на посаді члена Європейського парламенту з 2004 по 2017 рік.

## Особисте життя
З червня 1997 по квітень 2000 року Марін Ле Пен була одружена з бізнесменом Франком Шоффруа, з яким має трьох дітей (всі хрещені в паризькій церкві Сен-Ніколя-дю-Шардонне, якою керують інтегралісти). З грудня 2002 року по червень 2006 року вона була одружена з Еріком Йоріо, який був генеральним секретарем Національного фронту (FN). Після другого розлучення її супутником життя став політик Луї Аліо, з яким вона перебувала у стосунках з 2009 по 2019 рік.